# Alessandro Mossoni
Alessandro Mossoni (Nuoro, 24 settembre 1982) è un sollevatore italiano.
Pratica il Sollevamento pesi dal 1995 e ha debuttato in una gara ufficiale nell'aprile 1996 a Nuoro.
Nardino Masu è stato il suo primo allenatore seguito poi da Andrea Conchedda che lo segue tuttora.

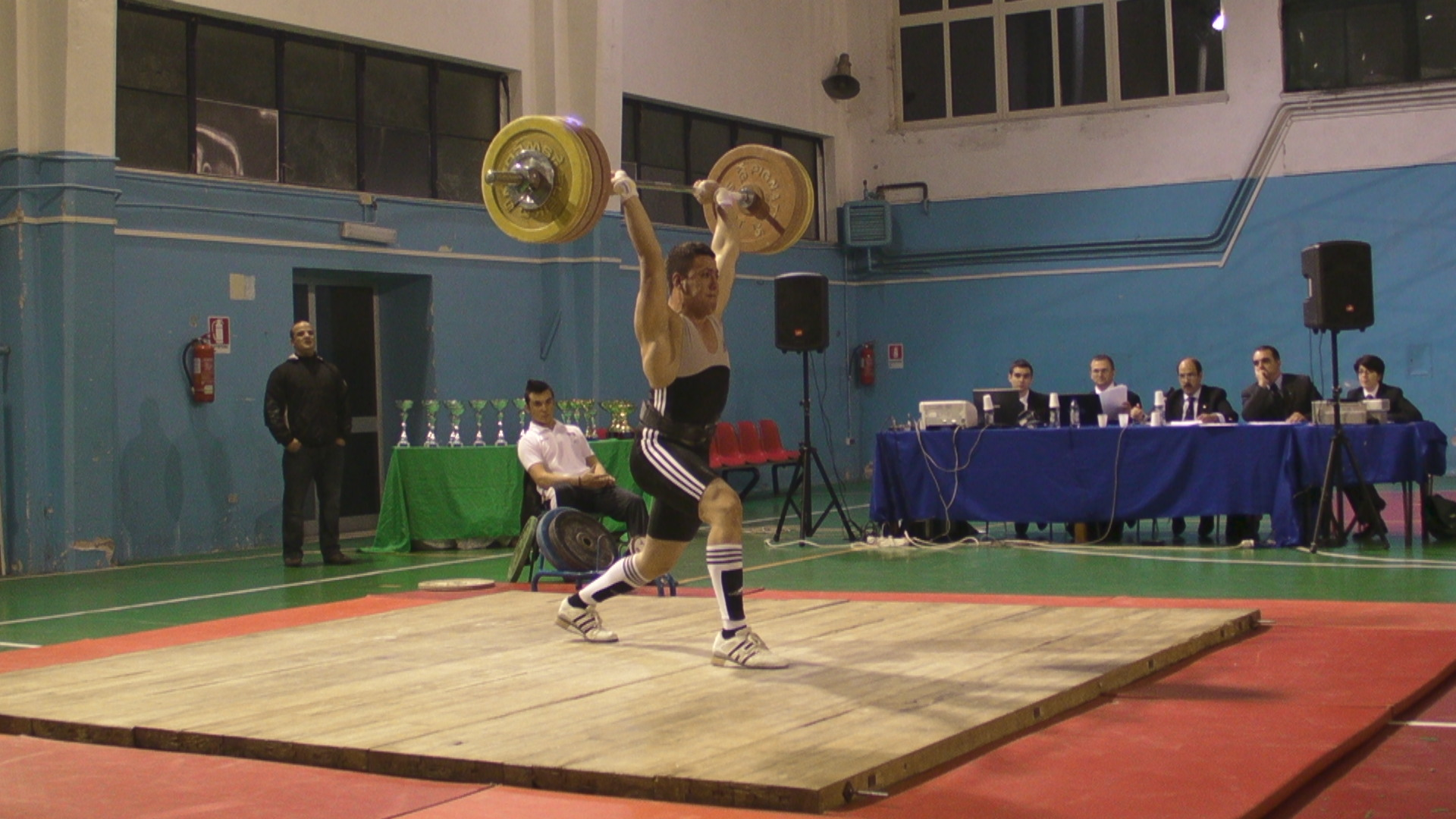
Mossoni in gara

Ha militato in due sole società sportive:
- Olimpic Club Nuoro dal 1995 al 2008
- A.S.D. Pesistica Menhir dal 2009, fondata insieme ad Andrea Conchedda, della quale è anche vicepresidente e allenatore

## Carriera
Nel corso della sua carriera sportiva ha gareggiato in quasi tutte le categorie di peso, dalla cat. 56 kg degli esordi fino all'attuale cat. 94 kg.
Nel 2001 ha vinto con l'Olimpic Club Nuoro la classifica generale del Campionato Italiano juniores.
Nel 2007 ha collezionato due medaglie d'argento ai campionati italiani seniores e a quelli assoluti chiudendo l'anno al 26º posto nella ranking list italiana e facendo registrare l'ottava miglior prestazione assoluta nello strappo per quell'anno (primo tra i non professionisti).
Nel 2008 conquista una medaglia d'argento ai campionati italiani seniores scendendo di peso e gareggiando nella categoria degli 85 kg.
Il prosieguo della stagione è stato fortemente condizionato da un infortunio al ginocchio sinistro che lo costringerà a lunghi periodi di inattività pregiudicando il risultato dei campionati assoluti di Molfetta.
Il 2009 inizia a Verona con i campionati italiani della classe seniores dove, risentendo ancora dei postumi dell'infortunio al ginocchio e tornato nella sua categoria dei 94 kg, raggiunge un quarto posto complessivo e una medaglia di bronzo nello strappo facendo registrare un netto miglioramento rispetto alle ultime uscite stagionali del 2008.
Nella fase di qualificazione per i campionati italiani assoluti svoltesi a Nuoro nel mese di ottobre, migliora il suo record di gara che resisteva dal 2007, portandolo a 289; record che sarà ulteriormente migliorato ai campionati italiani assoluti di Catania dove con 291 si classifica al sesto posto complessivo.
La stagione 2010 si apre con un altro quarto posto ai campionati italiani Senior dove chiude con 132 kg sollevati nello strappo e 156 nello slancio, e con il secondo posto alla Coppa Italia Seniores con un totale di 276 kg.
Nel mese di marzo in una gara regionale tenutasi nella palestra CONI di Nuoro migliora il suo massimale di gara portandolo a 292 kg (132 di strappo e 160 di slancio).
A dicembre, ai campionati italiani assoluti di Cervignano, torna sul più importante podio nazionale a 3 anni di distanza dall'ultima volta (curiosamente la gara si disputò sempre a Cervigano), conquistando la medaglia d'argento nel totale e migliorando il suo record nello strappo portandolo a 136 kg.
Il 2010 si chiude quindi con un bottino di quattro medaglie nazionali (2 d'argento nel totale, una di bronzo nello strappo e una di bronzo nello slancio).
Il 2011 si apre con un quinto posto ai campionati italiani seniores, risultato condizionato da un infortunio al ginocchio che lo ha costretto al ritiro nell'esercizio dello slancio fermandosi alla prova di ingresso di 140 kg.

## Migliori prestazioni annuali
| Anno | Cat. | Strappo | Slancio | Totale Kg |
| ---- | ---- | ------- | ------- | --------- |
| 2003 | 94   | 120     | 142.5   | 262,5     |
| 2004 | 94   | 120     | 140     | 260       |
| 2005 | 94   | 115     | 140     | 255       |
| 2006 | 94   | 127     | 150     | 275       |
| 2007 | 94   | 130     | 157     | 284       |
| 2008 | 94   | 131     | 150     | 281       |
| 2009 | 94   | 133     | 158     | 291       |
| 2010 | 94   | 136     | 160     | 292       |
| 2011 | 94   | 130     | 155     | 285       |
| 2012 | 94   | 130     | 156     | 286       |

## Risultati gare nazionali
| Anno | Manifestazione Italia        | Sede          | Categoria | Piazzamento | Risultato       |
| ---- | ---------------------------- | ------------- | --------- | ----------- | --------------- |
| 1998 | Campionati Italiani Cadetti  | Ostia         | 64 kg     | 4º          | 65+80=140       |
| 2000 | Campionati Italiani Juniores | Bari          | 85 kg     | 6º          | 95+110=205      |
| 2001 | Campionati Italiani Juniores | Nuoro         | 94 kg     | 4º          | 105+125=230     |
| 2002 | Campionati Italiani Juniores | Ostia         | 85 kg     | 3º          | 107,5+132,5=240 |
| 2002 | Campionati Italiani Assoluti | Pavia         | 85 kg     | FG          | .....+.....=FG  |
| 2003 | Campionati Italiani Seniores | Teramo        | 94 kg     | 2º          | 120+142,5=262,5 |
| 2003 | Campionati Italiani Assoluti | Ostia         | 94 kg     | 5º          | 120+140=260     |
| 2004 | Campionati Italiani Seniores | Modena        | 94 kg     | 9º          | 115+124=240     |
| 2004 | Campionati Italiani Assoluti | Palermo       | 94 kg     | FG          | .....+.....=FG  |
| 2005 | Campionati Italiani Seniores | Caltanissetta | 94 kg     | 4º          | 112,5+137,5=250 |
| 2005 | Campionati Italiani Assoluti | Ostia         | 94 kg     | 8º          | 110+135=245     |
| 2006 | Campionati Italiani Seniores | Caltanissetta | 94 kg     | 3º          | 120+147=267     |
| 2006 | Campionati Italiani Assoluti | Grugliasco    | 94 kg     | 3º          | 125+145=270     |
| 2007 | Campionati Italiani Seniores | Ostia         | 94 kg     | 2º          | 126+153=279     |
| 2007 | Campionati Italiani Assoluti | Cervignano    | 94 kg     | 2º          | 130+154=284     |
| 2008 | Campionati Italiani Seniores | Napoli        | 85 kg     | 2º          | 123+140=263     |
| 2008 | Campionati Italiani Assoluti | Molfetta      | 94 kg     | 7º          | 115+139=254     |
| 2009 | Campionati Italiani Seniores | Verona        | 94 kg     | 4º          | 127+149=276     |
| 2009 | Campionati Italiani Assoluti | Catania       | 94 kg     | 6º          | 133+158=291     |
| 2010 | Campionati Italiani Seniores | Roma          | 94 kg     | 4º          | 132+156=288     |
| 2010 | Coppa Italia Seniores        | Sennori       | 94 kg     | 2º          | 130+146=276     |
| 2010 | Campionati Italiani Assoluti | Cervignano    | 94 kg     | 2º          | 136+155=291     |
| 2011 | Campionati Italiani Seniores | Serravalle    | 94 kg     | 5º          | 130+140=270     |
| 2012 | Campionati Italiani Seniores | Verona        | 94 kg     | 4º          | 130+156=286     |

| Argento |  |
| Bronzo  |  |
| ------- |  |

## Posizione ranking list annuale
| Anno | Cat. | Totale | Sinclair | Posizione |
| ---- | ---- | ------ | -------- | --------- |
| 2007 | 94   | 284    | 331,41   | 26º       |
| 2008 | 94   | 272    | 320,41   | 33º       |
| 2009 | 94   | 291    | 334,10   |           |
| 2010 | 94   | 291    | 331,94   |           |
| 2011 | 94   | 285    | 324.58   |           |
| 2012 | 94   | 286    | 327.13   |           |

## Rappresentativa Sardegna
| Anno | Manifestazione               | Sede           | Categoria | Piazzamento | Risultato   |
| ---- | ---------------------------- | -------------- | --------- | ----------- | ----------- |
| 2006 | Trofeo Internazionale Gerona | Gerona- Spagna | 94 kg     | 3º          | 125+150=275 |

## Primati personali
| Categoria | Risultato      | Luogo           |
| --------- | -------------- | --------------- |
| 94        | Strappo 136 kg | Cervignano 2010 |
| 94        | Slancio 160 kg | Nuoro 2010      |
| 94        | Totale 292 kg  | Nuoro 2010      |